# Kleo
Kleo är en tysk kriminal- och dramaserie från 2022. Serien är skapad av Hanno Hackfort, Bob Konrad och Richard Kropf för strömningstjänsten Netflix. Första säsongen består av åtta avsnitt och hade premiär den 19 augusti 2022. En andra säsong hade premiär den 25 juli 2024.

## Handling
En före detta östtysk spion försöker hitta den som förrådde henne. Dels för att ta reda på varför, och dels för att hämnas.

## Rollista (i urval)
- Jella Haase – Kleo Straub
- Dimitrij Schaad – Sven Petzold
- Julius Feldmeier – Thilo
- Vincent Redetzki – Uwe Mittig
- Vladimir Burlakov – Andi Wolf
- Steffi Kühnert – Margot Honecker